# Калошины
Калошины (Колошины) — русские дворянские роды.
Дмитрий Калошин в конце XVII века служил стремянным конюхом, позже казначеем канцелярии конфискации. Этот род Калошиных внесён во VI часть родословной книги Костромской губернии.
Другой род Калошиных, также восходящий к XVII веку, внесён в VI часть родословной книги Курской губернии. Есть ещё три рода Калошиных — более позднего происхождения.

## Описание герба
В правой половине щита, в голубом поле, изображены два золотых стропила, верхними углами соединённых к бокам. В левой половине в красном поле, перпендикулярно означена серебряная стрела с тремя перекладами, и на них старинная пика, остриём обращенная вверх.
Щит увенчан дворянскими шлемом и короной. Нашлемник: три страусовых пера. Намёт на щите голубой, подложенный серебром. Герб рода Колошиных (Калошиных) внесён в Часть 9 Общего гербовника дворянских родов Всероссийской империи, стр. 119.

## Известные представители
- Колошин Лука Григорьевич — дьяк.[1], воевода в Верхотурье (1695)[2].
- Пётр Иванович Колошин (1794—1848) — декабрист, поэт.
- Павел Иванович Колошин (1799—1854) — декабрист, титулярный советник Московского губернского правления, член Союза благоденствия и Московской управы Северного общества.
- Сергей Павлович Колошин(1822—1869) — русский писатель, публицист-славянофил, фельетонист, редактор журнала «Зритель общественной жизни, литературы и спорта».